# Liste der Monuments historiques in Saint-Rémy (Ain)
Die Liste der Monuments historiques in Saint-Rémy (Ain) führt die Monuments historiques in der französischen Gemeinde Saint-Rémy auf.

## Liste der Bauwerke
| Bezeichnung    | Beschreibung                  | Standort | Kennzeichnung | Schutzstatus | Datum | Bild           |
| -------------- | ----------------------------- | -------- | ------------- | ------------ | ----- | -------------- |
| Kirche St-Rémy | Erbaut im 12./13. Jahrhundert | (Lage)   | PA00116565    | Inscrit      | 1926  | weitere Bilder |

## Liste der Objekte
- Monuments historiques (Objekte) in Saint-Rémy (Ain) in der Base Palissy des französischen Kultusministeriums